# Mährisches Tagblatt
Mährisches Tagblatt byl německy psaný deník, vycházející v Olomouci v letech 1880–1945. Jeho vydavatelem byl německy mluvící židovský podnikatel Josef Groák. Po něm později převzal vydávání Hugo Groák, který Mährisches Tagblatt vydával až do roku 1939. Hugo Groák byl zatčen 1. září 1939 a zemřel 18. listopadu 1942 v Terezíně.